# Sirohi
Sirohi était un État princier des Indes, dirigé par des souverains qui portèrent le titre de « rao » puis de « maharao » et qui subsista jusqu'en 1949, date à laquelle il fut intégré à l'État du Rajasthan.

## Raos puis maharaos de Sirohi de 1782 à 1949
- 1782-1808 Bairi-Sal II (1760-1808)
- 1808-1847 Udaibhan-Singh (+1847)
- 1847-1862 Sheo-Singh (+1862)
- 1862-1875 Umed-Singh (1833-1875)
- 1875-1920 Keshri-Singh (1857-1925), abdiqua
- 1920-1946 Ram-Singh (1888-1946)
- 1946-1949 Tej-Singh, né en 1943